# لوتار سوم

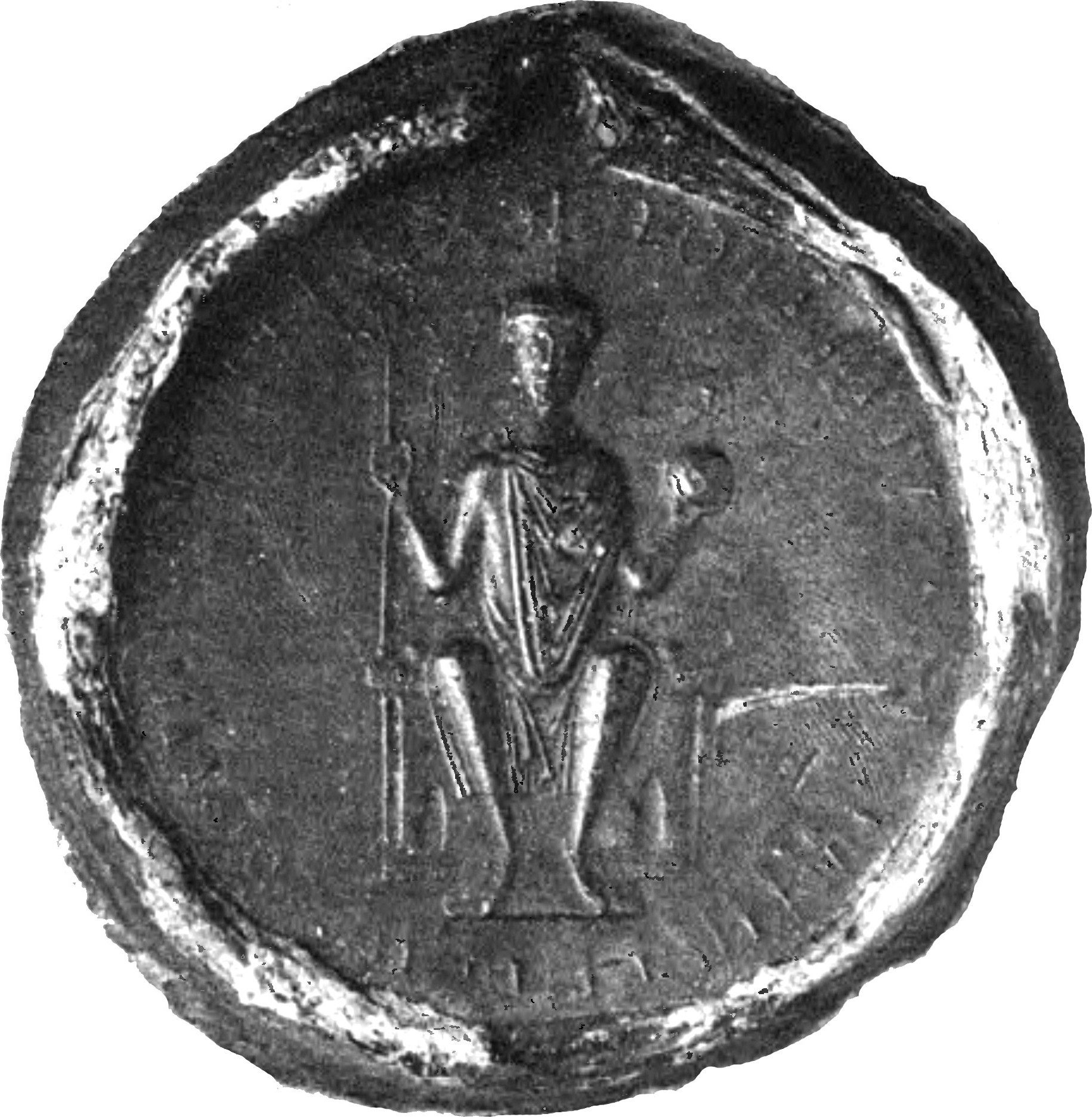
مُهر لوتار سوم

لوتار سوم (به آلمانی: Lothar III)(زادهٔ ۹ ژوئن ۱۰۷۵- مرگ ۴ دسامبر ۱۱۳۷) از ۱۱۰۶ میلادی دوک زاکسن، از ۱۱۲۵ تا زمان مرگش پادشاه آلمان و ۱۱۳۳ امپراتور مقدس روم بود.
پدر او گرهارد، کنت زوپلینگنبورگ بود. پیش از زایش لوتار پدرش در نبرد با نیروهای وفادار به هاینریش چهارم کشته شده‌بود. از کودکی او آگاهی چندانی در دست نیست. پس از مرگ هاینریش پنجم لوتار به شاهی برگزیده‌شد.
پادشاهی او درگیر دسیسه‌های فریدریش یکم دوک سواب و کنراد سوم پادشاه آیندهٔ آلمان و دوک آن زمان دوک‌نشین فرانکن بود.
از لوتار سوم فرزندی پسری برجای نماند. هاینریش شیر نوهٔ دختری او بود.